# دیانا وینارد
 دیانا وینارد (انگلیسی: Diana Wynyard؛ ۱۶ ژانویهٔ ۱۹۰۶ – ۱۳ مهٔ ۱۹۶۴) یک هنرپیشه اهل بریتانیا بود. وی بین سال‌های ۱۹۲۸ تا ۱۹۶۰ میلادی فعالیت می‌کرد.